# Alma (Arkansas)
Alma is een plaats (city) in de Amerikaanse staat Arkansas, en valt bestuurlijk gezien onder Crawford County.

## Demografie
Bij de volkstelling in 2000 werd het aantal inwoners vastgesteld op 4160.
In 2006 is het aantal inwoners door het United States Census Bureau geschat op 4832.

## Geografie
Volgens het United States Census Bureau beslaat de plaats een oppervlakte van
13,0 km². Alma ligt op ongeveer 133 m boven zeeniveau.